# かいわれ (お笑いコンビ)
かいわれは、ホリプロコムに所属していたお笑いコンビ。
目黒笑売塾3期生出身。2011年7月頃まで、弾丸ビーンズというコンビ名で活動していた。
2013年5月を以って解散。

## メンバー
- 市川太一（いちかわ たいち、1983年8月26日 - ）（41歳）
  - 福島県福島市出身、身長169cm、体重50kg、血液型O型。
  - 解散後は芸人を引退[1]。
- 北村洋平（きたむら ようへい、1981年5月15日 - ）（43歳）
  - 東京都足立区出身、身長169cm、体重54kg、血液型O型。
  - アイドルファン。AKB48では北原里英推し[2]。
  - 解散後は、しばらくピン芸人として活動した後2014年10月1日に元トリコロールの桜花とコンビ『目黒スプリング』を結成するが2015年6月30日に解散。その後は再びピン芸人として活動[3][4]していたが、2016年3月いっぱいで芸人を引退している[5]。
  - ガシャァンの喜多村羊の本名と同姓同名だが別人である。

## 芸風
主に漫才を行っていた。最初に「漫才も頑張っていきましょう!」と言うセリフを発することが多かった。コンビ名を「かいわれ」にしてからは、最初に2人でカイワレダイコンの形をとって「かいわれです」と挨拶をするつかみがあった。

## 出演

### テレビ
- カワズ君の検索生活（フジテレビ） - 2007年1月27日放送分、市川のみ
- 爆笑オンエアバトル（NHK総合）戦績0勝1敗 最高149KB
- 笑いの祭典 ゴールドステージ!!（日本テレビ、モクスペ枠） - 2008年11月6日、『ダッシュステージ』（1分）のパートに出演
- キャラ☆キング（テレビ朝日）
- スピードワゴンのナマ出し（GyaO『MIDTOWN TV』内）
- お笑い図鑑 ハマヌキ（tvk）
- ゲームレコードGP（MONDO21）
- あらびき団（TBSテレビ、2009年10月21日）
- BSブランチ（BS-TBS）- 2011年4月16日「お笑い対決」

### ラジオ
- 二宮優樹・弾丸ビーンズの電伝虫 （木更津コミュニティ放送） - 水曜担当・17:00～19:00